# 武西 (白井市)
武西（むざい）は、千葉県白井市の大字。2017年10月31日現在の人口は0人。郵便番号270-1413。

## 地理
北は桜台、東は印西市武西学園台、南は印西市武西、西は谷田に隣接している。

## 小・中学校の学区
市立小・中学校に通う場合、学区は以下の通りとなる。
| 番地 | 小学校             | 中学校             |
| ---- | ------------------ | ------------------ |
| 全域 | 白井市立桜台小学校 | 白井市立桜台中学校 |

## 交通

### 道路
- 国道
  - 国道464号